# Strada nazionale 96
La strada nazionale 96 era una strada nazionale del Regno d'Italia, che collegava Lecce a Otranto, con un tracciato che divergeva dalla strada nazionale 69 Adriatica Inferiore e attraversava Martano.
Fu istituita nel 1923 con il percorso "Innesto con la nazionale n. 69 presso Zollino per Martano ad Otranto".
Fu soppressa nel 1928 con l'istituzione dell'Azienda Autonoma Statale della Strada e interamente compresa nella strada statale 102 di Otranto.